# St. Georg (Sack)

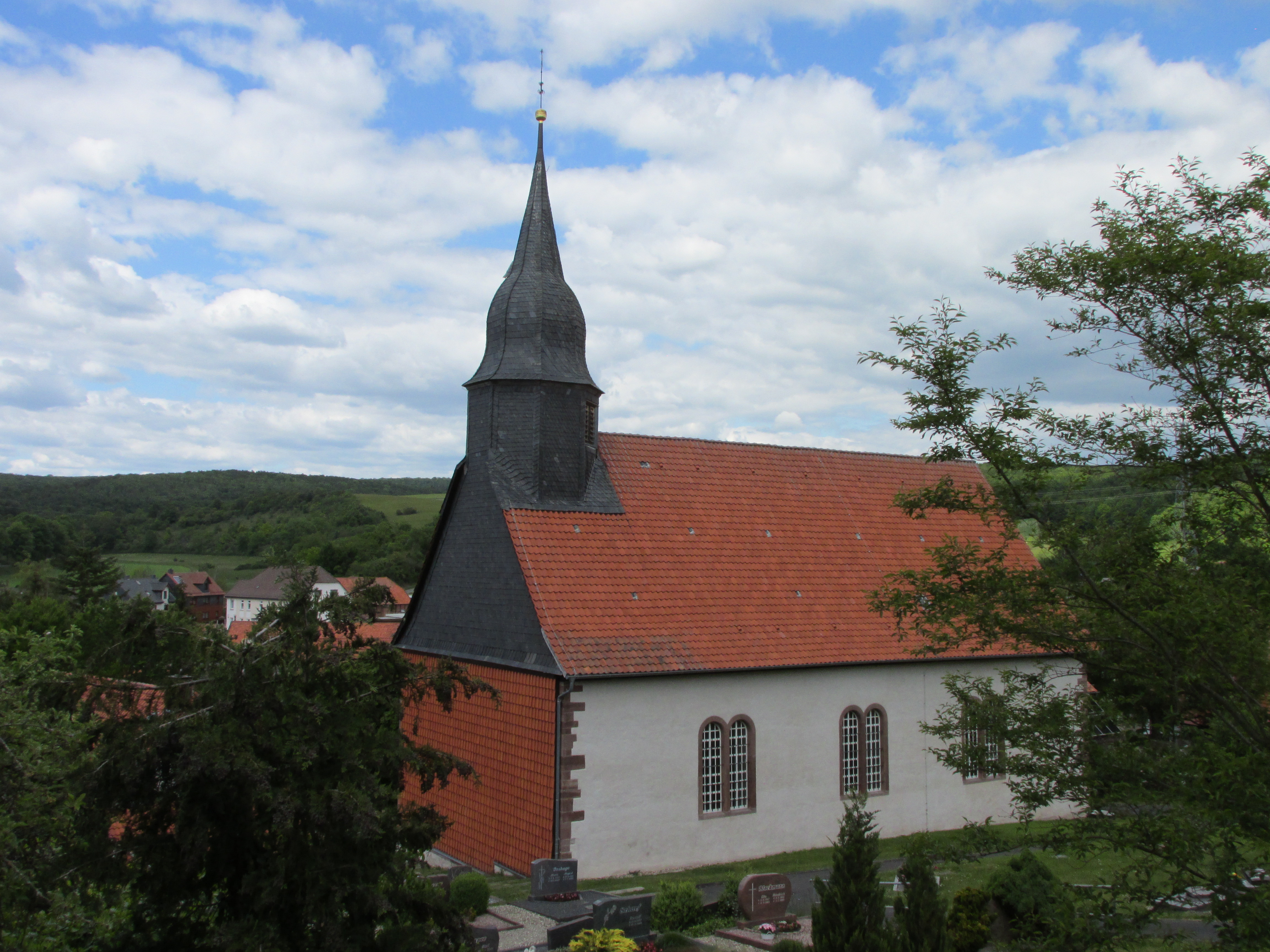
St. Georg

Die evangelisch-lutherische denkmalgeschützte Kirche  St. Georg steht in Sack, einem Ortsteil der Stadt Alfeld (Leine) im Landkreis Hildesheim in Niedersachsen. Die Kirchengemeinde gehört zum Kirchenkreis Hildesheimer Land-Alfeld im Sprengel Hildesheim-Göttingen der Evangelisch-lutherischen Landeskirche Hannovers.

## Beschreibung
Der 1205 geweihte kleine Vorgängerbau wurde im 17. Jahrhundert baufällig und wurde deshalb auf Veranlassung des Herrn von Steinberg, der das Kirchenpatronat innehatte, im Jahr 1694 durch die heutige barocke Saalkirche ersetzt. Das Portal im Norden ist mit einem Wappen geschmückt und trägt die Jahreszahl 1694. Das verputzte Kirchenschiff ist mit einem Satteldach bedeckt, aus dem sich im Westen ein achtseitiger verschieferter Dachreiter erhebt, in dem zwei Kirchenglocken hängen, eine von 1597, die andere von 1727. Die Ecksteine und die Gewände der gekuppelten Fenster sind aus rotem Sandstein. Der Giebel im Westen ist mit Schiefer behangen.
Der Innenraum, der mit einem hölzernen segmentbogigen Tonnengewölbe überspannt ist, hat im Westen eine Empore mit einer Brüstung aus Balustern. Der mit Blumen und Rankenwerk verzierte Kanzelaltar aus der Erbauungszeit wird der Werkstatt des Jobst Heinrich Lessen zugeschrieben. In die Kanzel wurden nachträglich korinthische Säulen eingefügt. Der Taufengel stammt von Jobst Heinrich Lessen. Er wurde im Jahre 1694 von Johann Adolph von Steinberg zur Einweihung der Kirche gestiftet. 
Auf der Empore steht die Orgel mit 12 Registern auf einem Manual und angehängtem Pedal. Sie wurde 1728 von Johann Wilhelm Gloger gebaut und 1962 von Paul Ott restauriert. 1998 wurde sie von Bernhardt Edskes erneut restauriert.